# Long Hổ Môn (phim)
Long Hổ Môn (tiếng Anh: Dragon Tiger Gate, tiếng Trung: 龍虎門) là một bộ phim điện ảnh thuộc thể loại hành động - võ thuật - kỳ ảo của Hồng Kông - Trung Quốc ra mắt năm 2006 do Diệp Vỹ Tín làm đạo diễn và Chân Tử Đan thực hiện phần chỉ đạo võ thuật trong phim. Bộ phim được dựa trên bộ truyện tranh cùng tên của tác giả Hoàng Ngọc Lang, với sự tham gia của các diễn viên gồm Chân Tử Đan, Tạ Đình Phong, Dư Văn Lạc, Đổng Khiết, Trần Quan Thái, Lý Tiểu Nhiễm, Du Cương và Nguyên Hoa. 
Bộ phim khởi chiếu vào ngày 27 tháng 7 năm 2006 tại các cụm rạp ở Hồng Kông, và được phát hành trên toàn cầu thông qua hãng phim The Weinstein Company. Tại Việt Nam, bộ phim cũng đã được phát hành trên các kênh sóng khác nhau, nổi bật là kênh TV360.
Để quảng bá cho bộ phim, một bao cát có poster cho bộ phim nặng 400 pounds, cao 2,4m và rộng 1,5m đã được đưa vào sử dụng. Bao cát này được vinh danh là poster quảng bá bộ phim lớn nhất thế giới được Sách kỷ lục Guinness công nhận.